# Lacey Schwimmer
Lacey Mae Schwimmer (28 de junho de 1988) é uma dançarina e cantora de salão americana. Ela é mais conhecida por ser finalista em quarto lugar da terceira temporada de So You Think You Can Dance. Ela é filha do notável dançarino Buddy Schwimmer, bem como prima de Heidi Groskreutz, que ficou em quarto lugar na segunda temporada de So You Think You Can Dance e irmã mais nova de Benji Schwimmer, o vencedor da segunda temporada do programa. Ela participou da sétima temporada de Dancing with the Stars como dançarina profissional emparelhada com Lance Bass de 'N Sync, na oitava temporada do show emparelhado com Jackass estrela Steve-O e na nona temporada emparelhado com o ator e apresentador do Iron Chef America Mark Dacascos. Schwimmer voltou ao Dancing with the Stars em sua décima primeira temporada e ela fez parceria com a estrela do Disney Channel Kyle Massey e na 12.ª temporada, emparelhada com o apresentador de rádio Mike Catherwood. Na décima terceira temporada, ela foi emparelhada com o ativista transgênero Chaz Bono. Schwimmer não voltou para a 14.ª temporada de Dancing With The Stars.
Schwimmer compete nos estilos West Coast Swing e dança latina internacional. Ela fez uma aparição na "Biggest Online Dance Battle" de Jon Chu e Adam Sevani contra M&M Cru e foi creditada como membro do America's Best Dance Crew com Hok, outro competidor de So You Think You Can Dance. Ela fez aparições na televisão no The Ellen DeGeneres Show, Good Morning America e Jimmy Kimmel Live!. Em 2008, ela dançou ao lado de Adam Sandler no MTV Movie Awards 2008. Ela então apareceu no videoclipe da música Rainbow, de Elisa com o cantor e compositor Vinnie Ferra.
Ela faz parte do corpo docente da iHollywood Dance, ministrando master classes nos Estados Unidos e na Noruega. Schwimmer também tem sua própria linha de meias tubulares, bem como uma linha de roupas de dança projetada pela coleção Sugar e Bruno Dancewear.
O single de estreia de Schwimmer, "Love Soundz", foi lançado em 21 de junho de 2011.

## Primeiros anos
Lacey Schwimmer cresceu em Redlands, Califórnia. Seus pais são Laurie Kauffman e o notável dançarino de West Coast Swing, Buddy Schwimmer. Ela é a irmã mais nova de Benji Schwimmer, vencedor da segunda temporada de So You Think You Can Dance.
Schwimmer treina e dança competitivamente desde muito jovem. Aos sete anos, ela e seu parceiro Brian Cordoba dançaram no U.S. Open Swing Dance Championships de 1995. Aos dez anos, ela e seu parceiro Blace Thompson ficaram em primeiro lugar na Young America Division no U.S. Open Swing Dance Championships de 1998. Schwimmer passou a ter classificações anuais no topo do U.S. Open Swing Dance Championships e ganhou vários títulos nos EUA.